# Fūka Nagano
Fūka Nagano (jap. 長野 風花, Nagano Fūka; * 9. März 1999 in Tokio) ist eine japanische Fußballnationalspielerin.

## Karriere

### Verein
Sie begann ihre Karriere bei Urawa Red Diamonds Ladies, wo sie von 2014 bis 2017 spielte. Sie trug 2014 zum Gewinn der Nihon Joshi Soccer League bei. 2018 folgte dann der Wechsel zu Incheon Hyundai Steel Red Angels. Nach zwei weiteren Stationen in Japan wechselte sie für eine Saison in die USA zu North Carolina Courage und anschließend nach England zum Liverpool FC Women.

### Nationalmannschaft
Mit der japanischen U-16-Nationalmannschaft gewann sie die U-16-Asienmeisterschaft 2013 und qualifizierte sich für die U-17-Weltmeisterschaft der Frauen 2014. Beim Turnier in Costa Rica war sie die jüngste Spielerin im japanischen Kader.  Sie kam in fünf Spielen zum Einsatz, erzielte das erste Tor beim 4:1-Sieg im Halbfinale gegen Venezuela und gewann mit der Mannschaft den WM-Titel.
Durch die Vizemeisterschaft bei der U-16-Asienmeisterschaft 2015 qualifizierte sie sich für die 2016. Diesmal war sie die drittälteste Spielerin im WM-Kader. Sie kam in allen sechs Spielen zum Einsatz, verpasste dabei keine Minute und führte ihre Mannschaft als Kapitänin ins Finale, das im Elfmeterschießen gegen Nordkorea verloren wurde. Nagano wurde als beste Spielerin mit dem Goldenen Ball ausgezeichnet.
Durch den Finalsieg bei der U-19-Asienmeisterschaft 2017 qualifizierte sie sich für die U-20-Weltmeisterschaft der Frauen 2018. Mit der japanischen U-20-Nationalmannschaft gewann sie den Titel, wurde in allen Spielen eingesetzt ohne eine Minute zu verpassen und erzielte beim 3:1-Finalsieg gegen Spanien das letzte Tor für ihre Mannschaft.
Ihre erste Nominierung für die Nadeshiko erhielt sie im Mai 2018 für ein Freundschaftsspiel gegen Neuseeland, wurde aber nicht eingesetzt. Nagano absolvierte ihr erstes Länderspiel für die japanische A-Nationalmannschaft am 11. November 2018 gegen Norwegen, bei dem sie zur zweiten Halbzeit eingewechselt wurde. Für die WM 2019 und die wegen der COVID-19-Pandemie um ein Jahr verschobenen Olympischen Spiele in Tokio wurde sie nicht nominiert. Ihr erstes großes Turnier mit der A-Nationalmannschaft ist die laufende Asienmeisterschaft im Januar 2022. Hier kam sie in den drei Gruppenspielen sowie im Viertel- und Halbfinale zum Einsatz.  Durch den Einzug ins Halbfinale hatten sich die Japanerinnen als erste Mannschaft nach den Gastgeberinnen für die WM 2023 qualifiziert, verloren aber das Halbfinale im Elfmeterschießen gegen China, wobei sie als dritte und letzte Japanerin ihren Elfmeter verwandeln konnte.
Am 13. Juni 2023 wurde sie für die WM-Endrunde nominiert.  Bei der WM, die für die Japanerinnen mit einer Viertelfinalniederlage gegen Schweden endete, wurde sie in den fünf Spielen ihrer Mannschaft eingesetzt.

## Errungene Titel

### Mit der Nationalmannschaft
- U-16-Asienmeisterschaft 2013
- U-17-Weltmeisterschaft: 2014
- U-19-Asienmeisterschaft 2017
- U-20-Weltmeisterschaft: 2018

### Mit Vereinen
- Nihon Joshi Soccer League: 2014

### Persönliche Auszeichnungen
- U-17-Weltmeisterschaft Beste Spielerin: 2016